# Abschirmung (Strahlung)

Papier schirmt Alphastrahlung ab, Aluminiumblech schützt vor Betastrahlung, eine Massivwand (beispielsweise aus ca. 5 cm dickem Blei) schützt vor Gammastrahlung.

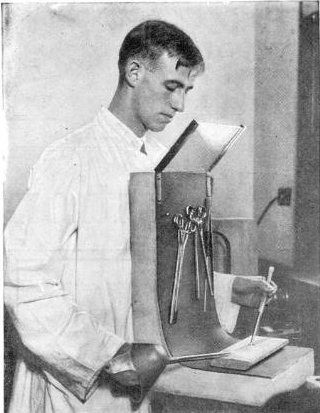
Personenabschirmung für die Arbeit mit Radium (1929)

Abschirmungen gegen ionisierende Strahlung reduzieren die Strahlenintensität und dienen zum Schutz von Personen (siehe Strahlenschutz), anderen Lebewesen, Gegenständen oder Bauteilen gegen Strahlenschaden sowie zur Reduktion des Hintergrunds bei Strahlenmessungen.

## Geladene Teilchen
Geladene Teilchen, beispielsweise Alpha- oder Betastrahlung, haben in Materie eine jeweils bestimmte Reichweite {\displaystyle R}, die von Teilchenart, Teilchenenergie und Material abhängt. Eine Abschirmung, die dicker als {\displaystyle R} ist, unterdrückt die einfallende Strahlung vollständig. Die Reichweite in Luft von Atmosphärendruck beträgt z. B. für Elektronen der Energie 10 MeV etwa 3 m, für Alphastrahlung der gleichen Energie nur 10 cm.
Die bestimmte Reichweite erklärt sich daraus, dass die Teilchen ihre Energie nicht auf einmal, sondern in vielen kleinen Schritten – durch Anregen von äußeren Hüll-Elektronen und, in geringem Maße, durch Herausschlagen innerer Elektronen aus dem Atom – an den Absorber abgeben (siehe auch Linearer Energietransfer, LET). Auch elastische Streuprozesse an der Elektronenhülle und die Coulombstreuung an Atomkernen tragen etwas zur Absorption bei, indem sie den Weg der geladenen Teilchen im Absorber verlängern.
Für nichtrelativistische Teilchen der Masse {\displaystyle m} und Ladung {\displaystyle z} ist der lineare Energietransfer {\displaystyle D_{\text{inel}}} umgekehrt proportional zur Energie {\displaystyle E} und hängt ab von der Dichte {\displaystyle \rho } und dem Verhältnis der Ordnungszahl {\displaystyle Z} zur Massenzahl {\displaystyle A} des Materials:
{\displaystyle {\frac {D_{\text{inel}}}{\rho }}\sim {\frac {Z}{A}}\cdot Z^{2}\cdot {\frac {m}{E}}}
Die inverse Abhängigkeit von der (entlang des Weges laufend abnehmenden) Energie spiegelt sich in der Bragg-Kurve wider. Der abrupte Abfall jenseits des Bragg-Peaks bestimmt die Reichweite {\displaystyle R}. Diese entspricht für Alphateilchen der Emissionsenergie {\displaystyle E_{0}} in Luft dem empirischen nichtrelativistischen Reichweitengesetz von Geiger:
{\displaystyle R=3{,}1\cdot E_{0}^{3/2}} ({\displaystyle E_{0}} in MeV, {\displaystyle R} in mm)
Bei hohen Energien und großer Absorber-Kernladungszahl liefert auch die Bremsstrahlung einen merklichen Beitrag zur Energiedissipation {\displaystyle D}:
{\displaystyle {\frac {D_{\text{Strahlung}}}{\rho }}\sim \left({\frac {Z\cdot e}{m}}\right)^{2}\cdot E\cdot Z\cdot {\frac {Z}{A}}}
Für Elektronen beginnt dieser Bereich bei etwa der Energie 5 MeV, bei Protonen erst im TeV-Bereich:
{\displaystyle {\frac {D_{\text{Strahlung}}}{D_{\text{inel}}}}\sim {\frac {E\cdot Z}{800}}} (für Elektronen, {\displaystyle E} in MeV)

## Röntgen- und Gammastrahlung

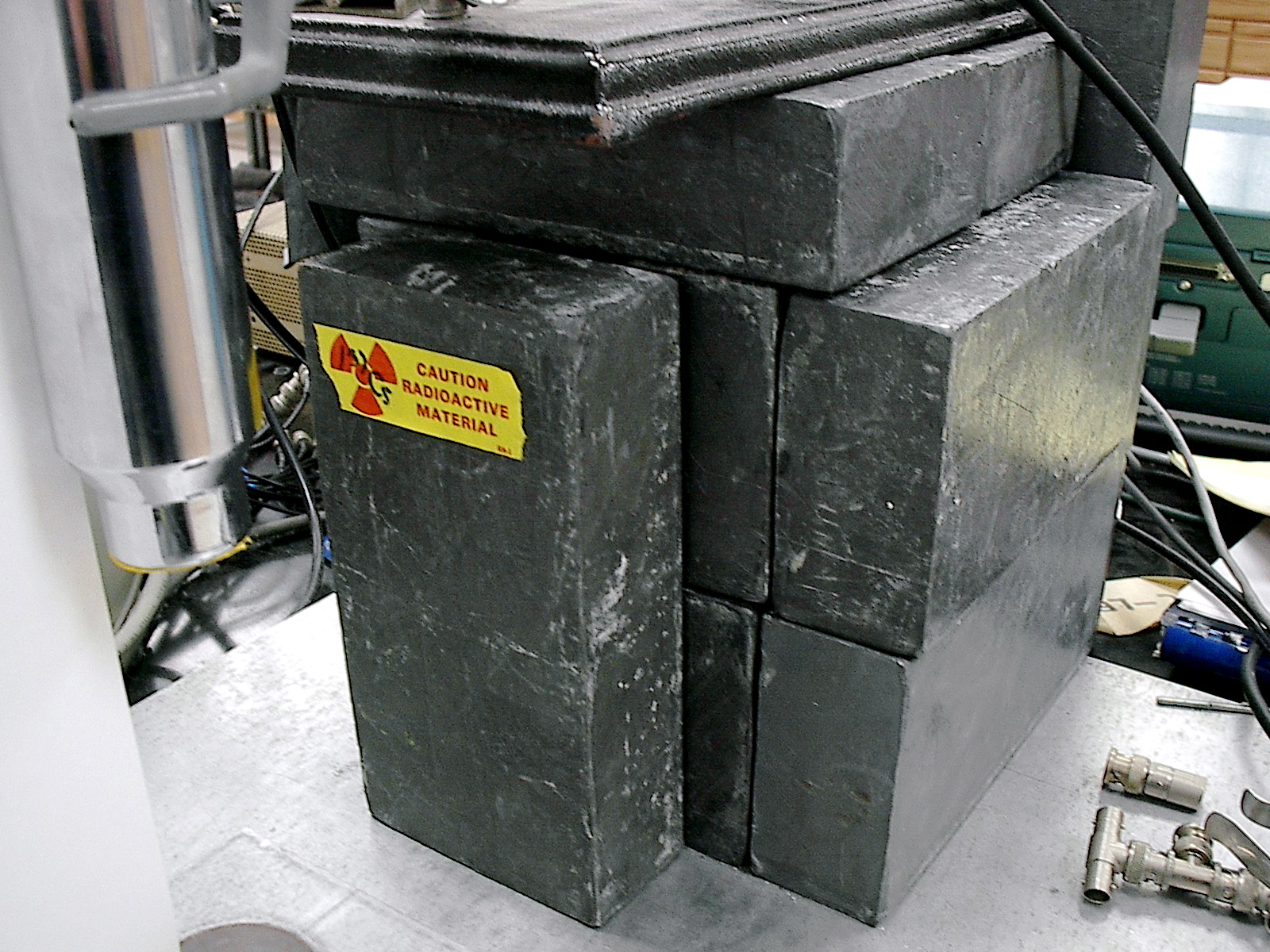
Bleiklötze von ca. 5 cm Dicke schirmen eine radioaktive Strahlenquelle im Labor ab

Spezifischer Massenschwächungskoeffizient als Funktion der Quantenenergie für Eisen (schwarz) und Wasserstoff (gelb)

Hochenergetische elektromagnetische Strahlung wie Röntgenstrahlung oder Gammastrahlung wird in Materie annähernd exponentiell abgeschwächt. Sie hat daher keine bestimmte Reichweite, sondern ihre Verringerung kann durch eine von Quantenenergie und Material abhängige Halbwertsdicke beschrieben werden. Diese beträgt z. B. für Quanten von 2 MeV in Blei etwa 1,3 cm. (Allerdings steigt bei hohen Quantenenergien die Strahlendosis beim Eintritt in Materie mit zunehmender Tiefe zunächst leicht an, siehe Aufbaueffekt).
Die exponentielle Abschwächung – beschrieben durch den Massenschwächungskoeffizienten – beruht im Wesentlichen auf drei verschiedenen Wechselwirkungsprozessen, deren relative Beiträge von der Quantenenergie und von Ordnungszahl (Kernladungszahl) Z und Massenzahl A des Abschirmmaterials abhängen. Zwei weitere Mechanismen, Kernphotoeffekt und normale elastische Streuung, sind für die Abschirmwirkung normalerweise vernachlässigbar.
Der wichtigste Einzelprozess ist
- bei Energien bis ca. 1 MeV der Photoeffekt; Abschwächung ~ Z4/A
- bei Energien zwischen ca. 1 MeV und 5 MeV die Comptonstreuung; Abschwächung ~ Z/A
- bei Energien oberhalb ca. 5 MeV die Paarbildung; Abschwächung ~ Z2/A

Bei niedrigen und hohen Energien absorbieren demnach schwere Elemente, also Elemente hoher Kernladungszahl, besonders gut. Deshalb bestehen die meisten Gamma- und Röntgenabschirmungen aus Blei. Für Sichtfenster wird Glas mit hohem Bleigehalt verwendet. Im mittleren Energiebereich, wo die Comptonstreuung wichtig ist, unterscheiden sich die Eigenschaften der Abschirmmaterialien nur geringfügig. Neutronenarme leichte Nuklide sind hier bei gleicher Massenbelegung etwas wirksamer, aber in der Praxis wegen der nötigen größeren Schichtdicke wenig üblich.
Bei der Abschwächung der Strahlung werden als Sekundärteilchen Elektronen und bei sehr hohen Energien durch Kernphotoeffekt auch Protonen und Neutronen freigesetzt. Sie sind u. U. ihrerseits neue Quellen für Gammastrahlung und Tertiärteilchen. Um Spallationsreaktionen mit schweren Elementen zu vermeiden, bestehen Abschirmungen gegen Hochenergiestrahlung aus einer Kombination aus schweren und leichten Materialien.

## Neutronen

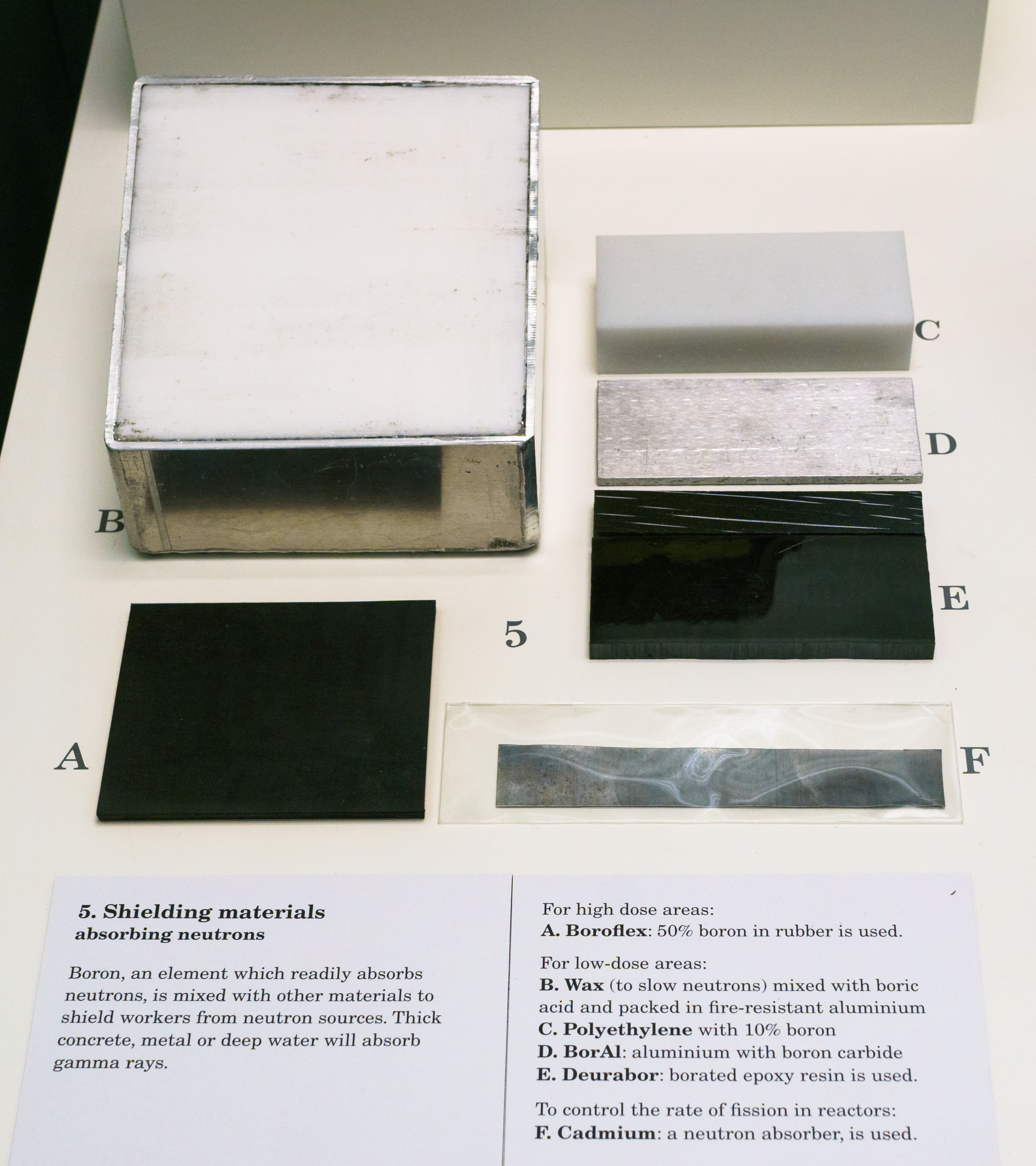
Verschiedene Materialien zur Abschirmung von Neutronen

Neutronenstrahlung durchdringt Materie im Allgemeinen leicht, weil ihre Wechselwirkung nur mit den Atomkernen, nicht mit der Elektronenhülle erfolgt. Abschirmungen gegen Neutronen wirken meist durch eine Kombination von Streuung (elastisch oder unelastisch) und Absorption in Kernreaktionen.
Thermische Neutronen können mit bor- oder cadmiumhaltigen Materialien sehr wirksam abgeschirmt werden, da diese Elemente dafür große Absorptions-Wirkungsquerschnitte haben. Ein Cadmiumblech von 1 mm Dicke verringert den durchtretenden thermischen Neutronenfluss etwa auf das 10−5-fache, also auf 1 Hunderttausendstel. Allerdings kommt Neutronenstrahlung mit rein thermischem Energiespektrum kaum vor, weil freie Neutronen bei ihrer Freisetzung stets viel höhere Energie haben.
Für schnelle oder gemischte Neutronenstrahlung eignet sich ein wasserstoffhaltiges Material wie Wasser, Paraffin oder Polyethylen, das als Moderator wirkt, in Mischung mit z. B. einer Borverbindung. Für Neutronen im MeV-Bereich ist es meist material- und platzsparender, sie zunächst durch unelastische Streuung in beispielsweise Eisen zu verlangsamen und erst dahinter Moderator und Bor oder Cadmium anzuordnen.

## Neutrinos
Wegen der ausschließlich schwachen Wechselwirkung der Neutrinos ist eine Abschirmung gegen diese Teilchen mit praktischen Mitteln auf der Erde nicht möglich. Da aber ihre Wechselwirkung mit Materie, auch Gewebe von Lebewesen, so extrem gering ist, ist eine Abschirmung zum Strahlenschutz auch nicht notwendig.

## Sekundärstrahlungen
Wechselwirkungen von Strahlung hoher Teilchen- oder Quantenenergie mit Materie erzeugen Sekundärstrahlungen, die in vielen Fällen schwieriger abzuschirmen sind als die Primärstrahlung.
- Die Abbremsung von geladenen Teilchen in Materie erzeugt Bremsstrahlung.
- Aktivierung des Schirmmaterials – besonders wichtig im Fall von Neutronen – führt zur Abgabe der entsprechenden Strahlung.
- Spallation (die Zertrümmerung von Atomkernen durch Stöße mit Energien der Größenordnung GeV) erzeugt Teilchenschauer unterschiedlicher Zusammensetzung. Die Spallation schwerer Elemente erzeugt neue mittelschwere Atomkerne, die weitere Schauer hervorrufen. Hingegen sind die Bruchstücke leichter Elemente vorwiegend Protonen.

## Spezielle Abschirmungen

### Strahlungsarme Abschirmmaterialien
Bei Strahlungsmessungen, z. B. in der Gammaspektroskopie, sind meistens Abschirmungen nötig, um andere als die zu untersuchende Strahlung vom Messgerät fernzuhalten. Bei Messungen schwacher Quellen müssen dafür Materialien verwendet werden, die möglichst keine oder sehr wenig eigene Gammastrahlung abgeben. Eventuell auftretende Elektronen oder Alpha-Teilchen aus dem Abschirmmaterial können durch eine zusätzliche Innenauskleidung der Messkammer mit beispielsweise Plastik unterdrückt werden. Zwei sehr häufig verwendete Materialien, Stahl und Blei, weisen jedoch normalerweise eine gewisse natürliche Radioaktivität auf, die auch Gammastrahlung erzeugt. Bei Blei wird diese durch das Bleiisotop 210Pb (Halbwertszeit 22 Jahre) verursacht, das als Produkt der Uran-Radium-Zerfallsreihe im Bleierz enthalten ist, bei Stahl durch verschiedene in der Legierung enthaltene Radionuklide. Daher wird für die genannten Anwendungen auf strahlungsarmes Blei- oder Stahlmaterial zurückgegriffen, das entweder durch aufwändige technische Verfahren gereinigt wurde, aus besonderen Erzen hergestellt wurde oder dessen Herstellung schon lange (d. h. viele Halbwertszeiten des störenden Nuklids) zurückliegt, wie beispielsweise Rumpfmaterial oder Bleiballast von gesunkenen Schiffen.

### Schwimmbadreaktoren und Abklingbecken

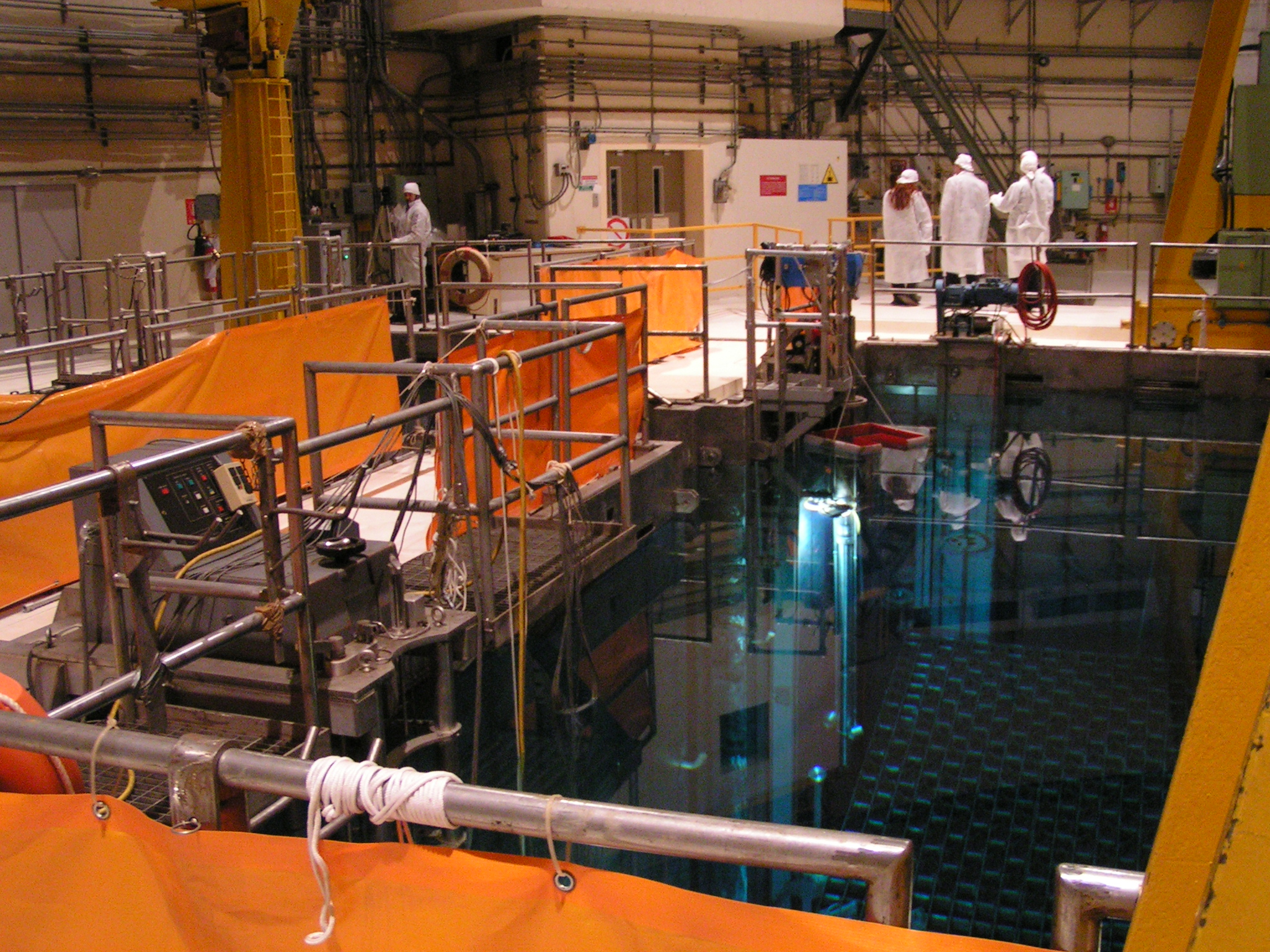
Wasser als Abschirmung in einem Abklingbecken.

Schwimmbadreaktoren nutzen eine mehrere Meter dicke Wasserschicht als Kühlmittel und Abschirmung. Bei Kernkraftwerken werden
ausgebrannte Brennelemente in ähnlichen Abklingbecken gelagert. Das Wasser in den Becken dient zur
- Abbremsung von Betastrahlung und Absorption ihrer Energie,
- Abschwächung von Gammastrahlung,
- Aufnahme und Weiterleitung der Zerfallswärme.